# Dislocatiekruip
Dislocatiekruip (Engels: dislocation creep) is een mechanisme waarmee in kristallijne stoffen deformatie op kan treden door de beweging van dislocaties door het kristalrooster. Dislocatiekruip veroorzaakt plastische deformatie van de kristallen waaruit de stof bestaat en daarmee van de stof zelf.
Dislocatiekruip is sterk afhankelijk van de differentiaalspanning die in een materiaal heerst. Bij niet al te hoge temperaturen is het waarschijnlijk het dominante deformatiemechanisme waarmee plastische deformatie plaatsvindt.

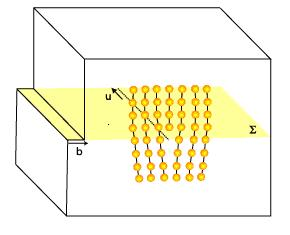
Schematische weergave van een randdislocatie in een kristalrooster. Het gele vlak is het glijvlak, de vector u geeft de dislocatie aan en b is de Burgersvector. Als de dislocatie van links naar rechts door het kristal beweegt, is de onderste helft van het kristal eenmaal de lengte van de Burgersvector naar links verschoven ten opzichte van de bovenste helft.

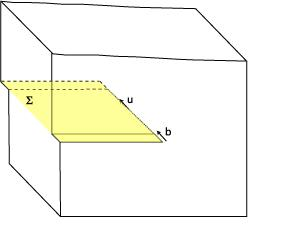
Schematische weergave van een schroefdislocatie in een kristalrooster. Ook hier is het gele vlak (Σ) het glijvlak, u de dislocatie en b de Burgersvector. Als de dislocatie van voor naar achteren door het kristal beweegt, is de onderste helft van het kristal eenmaal de lengte van de Burgersvector naar voren verschoven ten opzichte van de bovenste helft.

## Principes

### Dislocaties en glijvlakken in kristallen
Bij dislocatiekruip verschuift een deel van een kristal in zijn geheel één roosterpunt ten opzichte van de rest langs een bepaald vlak (het glijvlak). Daarvoor moeten alle verbindingen tussen de atomen in dat vlak verbroken worden. Om alle verbindingen in één keer te verbreken is echter zoveel energie nodig dat het proces alleen in theorie haalbaar is. Als echter wordt aangenomen dat de verschuiving stap voor stap plaatsvindt, is veel minder energie nodig. Berekeningen en onderzoek van gedeformeerde materialen laten zien dat dislocatiekruip onder bepaalde omstandigheden een reële factor bij deformatie kan zijn.
Door het stap voor stap verschuiven van delen van een kristalrooster ontstaat er een lineair roosterdefect tussen de verschoven en niet verschoven delen van het kristal, dit wordt een dislocatie genoemd. Er zijn twee soorten dislocaties mogelijk. Bij randdislocaties is een extra laag atomen in het rooster aanwezig, die midden in het kristal ophoudt. Bij schroefdislocaties is het kristalrooster langs een bepaalde lijn een roosterpunt versprongen. In beide gevallen is de kristalstructuur aan alle kanten van de dislocatie aanwezig, alleen langs de lijn van de dislocatie zelf is het kristal imperfect.
Bij randdislocaties is de beweging van de dislocatie loodrecht op de dislocatie, bij schroefdislocaties is de beweging parallel met de dislocatie. In beide gevallen heeft de beweging het gevolg dat een gedeelte van het kristal verschuift. In beide gevallen beweegt de dislocatie daarbij verder door het kristal over een glijvlak. Het hangt van het kristalstelsel van het mineraal af hoeveel glijvlakken er mogelijk zijn. De oriëntatie van de mechanische spanning zal bepalen welke glijvlakken het meest actief zijn. Om een materiaal te deformeren is volgens het criterium van Von Mises beweging langs ten minste vijf glijvlakken nodig. Een dislocatie hoeft niet altijd een rechte lijn te zijn en kan zich daarom langs meer dan één glijvlak tegelijkertijd bewegen, daarbij kan een schroefdislocatie overgaan in een randdislocatie en andersom.
De hoeveelheid verschuiving die de beweging van een dislocatie veroorzaakt wordt de Burgersvector genoemd en is gelijk aan de afstand tussen twee atomen in het kristalrooster. De Burgersvector kan daarom voor elk materiaal of mineraal, en ook voor elk glijvlak verschillend zijn.

### Beweging van dislocaties
Een dislocatie kan zich door een kristal bewegen tot de korrelgrens (de grens tussen twee kristallen) bereikt wordt, waarna de dislocatie verdwijnt. Het kristal is dan in zijn geheel een klein beetje vervormd door schuif. Er zijn echter verschillende manieren waarop dislocaties kunnen worden gestopt of afgeremd in hun beweging. Een dislocatie die op sommige plaatsen in een ander glijvlak beweegt kan daar een andere snelheid hebben dan op andere plekken, vanwege het anisotrope karakter van veel kristallen (de eigenschappen van een kristal zijn vaak niet gelijk in alle richtingen). Dislocaties kunnen ook op onregelmatigheden in het kristal stuiten zoals vervuilingen in de vorm van puntdefecten. In beide gevallen zal een deel van de dislocatie langzamer gaan bewegen of zelfs tot stilstand komen.
In de industrie wordt dit effect bijvoorbeeld gebruikt bij de productie van staal. Door een kleine hoeveelheid koolstof aan het materiaal toe te voegen wordt het materiaal gehard, dat wil zeggen: het deformeert moeilijker. Dit wordt veroorzaakt doordat de koolstofatomen interstitiële deeltjes vormen in het kristalrooster van ijzer, waardoor dislocaties minder makkelijk door de kristallen kunnen bewegen.

### Herstel van dislocaties
Dislocaties vormen een imperfectie in een kristalrooster, wat de hoeveelheid vrije energie beperkt. Daarom zullen delen van het kristal die veel dislocaties bevatten relatief instabiel zijn. Herstel van de kristalstructuur kan op een aantal manieren. Dislocaties met tegenovergestelde richting kunnen elkaar bijvoorbeeld opheffen.
Een tot stilstand gebrachte dislocatie kan door een proces dat dislocatieklim (Engels: dislocation climb) genoemd wordt weer in beweging gebracht worden. Bij dislocatieklim "klimt" de dislocatie als het ware over het puntdefect heen, door zich buiten het glijvlak te begeven. Dit kan alleen als er een vacature op de plek aankomt waar de dislocatie vastzit. Dit vereist dat zulke vacatures in hoge mate vrij door het kristalrooster kunnen bewegen. De diffusiesnelheid van vacatures is afhankelijk van de temperatuur: bij hoge temperaturen zullen dislocaties sneller over obstakels heen komen. Dit is de reden dat geharde materialen onder hogere temperaturen vaak snel minder sterk worden.
Om in een staat van maximale vrije energie te komen kunnen dislocaties zich concentreren in bepaalde zones, waardoor de gebieden daarbuiten vrij blijven van dislocaties. Dit leidt tot de vorming van een zogenaamde "dislocatiemuur", een vlak waar de dislocaties zich ophopen. Randdislocaties kunnen een tilt wall vormen, schroefdislocaties een twist wall. In beide gevallen zal de vorming van de dislocatiemuur tot gevolg hebben dat de oriëntatie van het kristalrooster aan weerszijden van het vlak steeds meer gaat verschillen. De twee zijden van een korrel roteren daardoor ten opzichte van elkaar, een proces dat subkorrel-rotatie (SGR) genoemd wordt.
Wanneer subkorrel-rotatie lang genoeg aanhoudt, zullen eerst zogenaamde "subkorrels" ontstaan, of de dislocatiemuur kan zich zelfs ontwikkelen tot een nieuwe korrelgrens.

### Ontstaan van nieuwe dislocaties
Als een kristallijn materiaal onder een differentiaalspanning gebracht wordt, zullen nieuwe dislocaties ontstaan aan de randen van kristallen (de korrelgrenzen), om door het kristal te gaan bewegen.
Een andere manier waarop nieuwe dislocaties ontstaan is door zogenaamde Frank-Read-bronnen. Deze komen voor als een dislocatie op twee plekken vastgepind wordt. In het tussen gelegen deel zal de dislocatie verder bewegen, zodat de dislocatielijn wordt omgebogen. Bij het naar buiten bewegen kromt de dislocatie zich steeds verder om, totdat ze zich om zichzelf heenbuigt en een cirkel vormt. Binnenin de cirkel zal de bron weer een nieuwe dislocatie produceren, zodat er een opeenvolging van dislocaties boven elkaar ontstaat.